# Biến đổi khí hậu ở Việt Nam

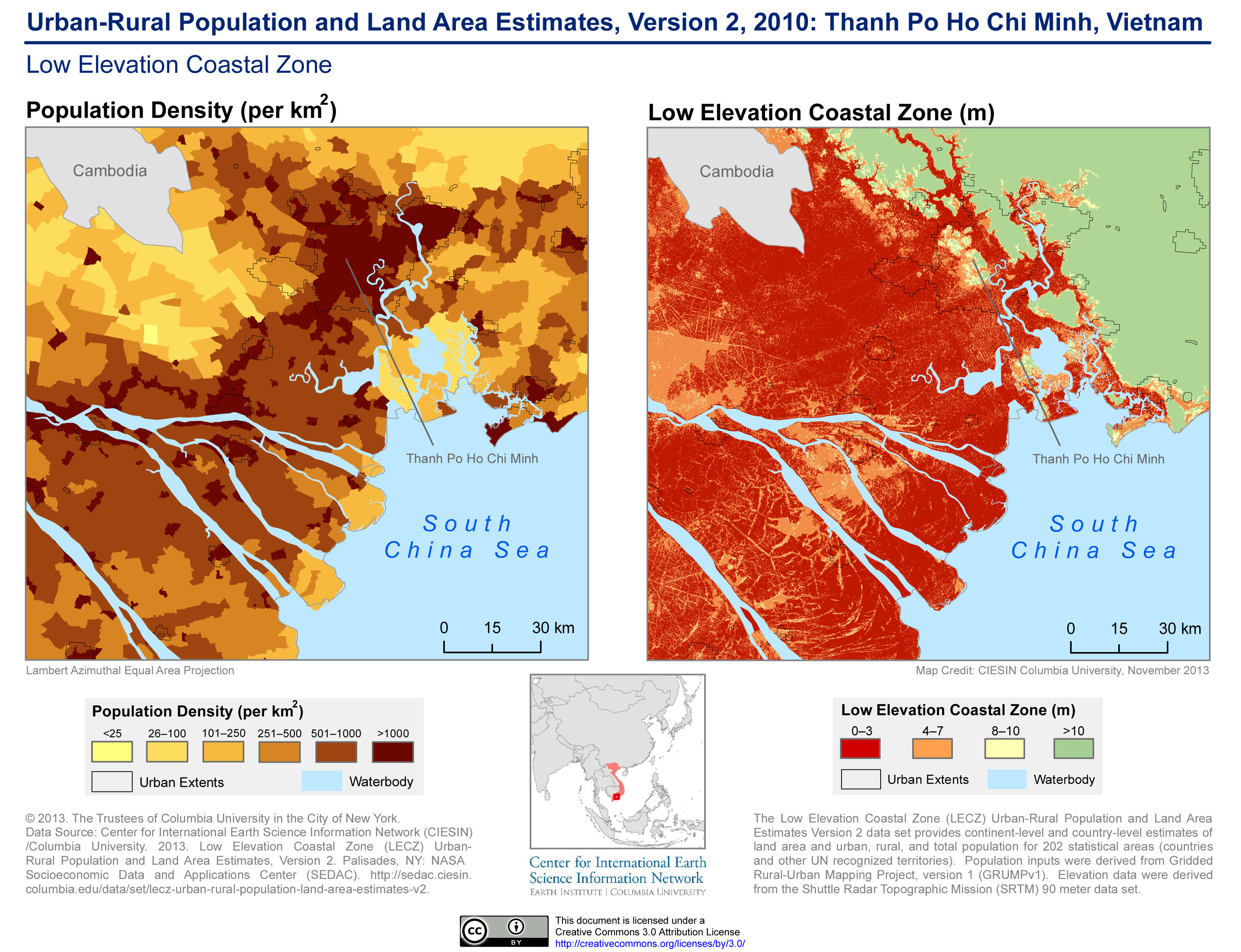
Mật độ dân số và độ cao so với mực nước biển ở Thành phố Hồ Chí Minh (2010)

Biến đổi khí hậu ở Việt Nam sẽ dẫn đến một thực trạng, trong những thập kỷ tới, Việt Nam sẽ nằm trong số các nước bị ảnh hưởng nặng nề nhất bởi biến đổi khí hậu toàn cầu. Một số lượng lớn các nghiên cứu cho thấy Việt Nam đang trải qua biến đổi khí hậu và sẽ bị ảnh hưởng tiêu cực nghiêm trọng trong những thập kỷ tới. Những tác động tiêu cực này bao gồm mực nước biển dâng, xâm nhập mặn và các vấn đề thủy văn khác như lũ lụt, diễn biến cửa sông, bồi lắng cũng như tần suất gia tăng của các thiên tai như sóng lạnh, triều cường đều sẽ gây ra những ảnh hưởng tiêu cực đến sự phát triển và kinh tế của đất nước bao gồm nông nghiệp, nuôi trồng thủy sản, cơ sở hạ tầng đường bộ, v.v.
Một số vấn đề như sụt lún đất (do khai thác nước ngầm quá mức) làm trầm trọng thêm một số tác động mà biến đổi khí hậu sẽ mang lại (mực nước biển dâng), đặc biệt là ở các khu vực như Đồng bằng sông Cửu Long. Chính phủ, các tổ chức phi chính phủ và người dân đã thực hiện nhiều biện pháp khác nhau để giảm thiểu và thích ứng với tác động.

## Bối cảnh
Sự gia tăng nồng độ các khí nhà kính như carbon dioxide, mêtan và dinitơ monoxit trong khí quyển đã gây ra biến đổi khí hậu toàn cầu do con người gây ra, đã thu hút sự chú ý rộng rãi của cộng đồng và quốc tế. Ủy ban Liên chính phủ về Biến đổi Khí hậu (IPCC) là một tổ chức liên chính phủ liên kết với Liên Hợp Quốc, được thành lập vào năm 1998 bởi Tổ chức Khí tượng Thế giới và Chương trình Môi trường Liên Hợp Quốc, để nghiên cứu biến đổi khí hậu gây ra bởi các hoạt động của con người. Báo cáo của IPCC năm 2014 cho rằng biến đổi khí hậu toàn cầu sẽ có tác động lớn đến một số lượng lớn các quốc gia, điều này bất lợi cho các khu vực có khả năng thích ứng kém và điều kiện tự nhiên mong manh bất thường. Thật không may, Việt Nam được IPCC xác định là một trong những quốc gia có khả năng bị ảnh hưởng nặng nề nhất bởi biến đổi khí hậu do có bờ biển rộng, đồng bằng và đồng bằng ngập lụt rộng lớn, vị trí nằm trên đường đi của bão cũng như dân số nghèo đói lớn.

## Khí thải nhà kính
Mặc dù Chính phủ đã ban hành các chính sách hạn chế phát thải khí nhà kính nhưng nhiều người cho rằng Việt Nam khó đạt được mục tiêu giảm thiểu.
Việt Nam nằm trong top 10 quốc gia ô nhiễm không khí nghiêm trọng nhất thế giới. Mức độ của các hạt không an toàn tương tự như ở các thành phố lớn và các khu công nghiệp ở Trung Quốc. Quỹ Tiền tệ Quốc tế báo cáo rằng lượng khí thải khí nhà kính của Việt Nam sẽ tăng gấp ba lần vào năm 2030, về cơ bản vì sự phụ thuộc vào nhiên liệu hóa thạch để phát điện.

### Than đá
Than đá hiện chiếm 35% nguồn cung năng lượng sơ cấp của cả nước, cao hơn mức 15% của năm 2000. Đến năm 2035, nhu cầu than của Việt Nam có khả năng tăng gần 2,5 lần. Do ít sản phẩm thay thế được áp dụng, quốc gia này sẽ phụ thuộc nhiều hơn vào than nhập khẩu và sẽ khó đạt được mục tiêu giảm 8% vào năm 2030.

## Tác động đến môi trường tự nhiên
Thông qua các quan sát và phương pháp nghiên cứu khác nhau, các học giả nhìn chung cho rằng trong giai đoạn lịch sử đã qua và mô hình dự báo tương lai, trên toàn lãnh thổ Việt Nam, các tín hiệu biến đổi khí hậu đã được xác định thông qua sự thay đổi của các yếu tố khí hậu quan trắc được. Nói chung, nhiệt độ và lượng mưa nói chung đang có xu hướng gia tăng; tần số của các giá trị cực trị đang tăng lên. Hơn nữa, sự phân bố lượng mưa theo thời gian và không gian không đồng đều hơn.

### Thay đổi về nhiệt độ và thời tiết

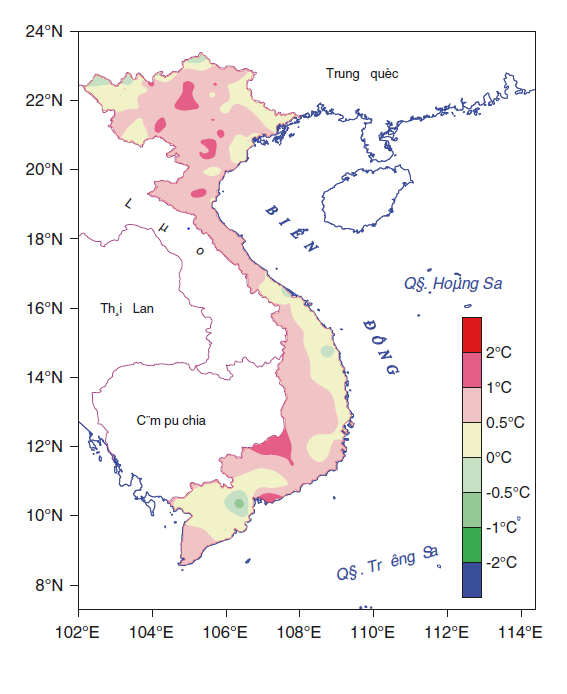
Sự thay đổi nhiệt độ trung bình hàng năm (°C) trong 52 năm qua ở Việt Nam [nguồn: MONRE (2012a, b)

Theo số liệu hàng ngày được thu thập từ 23 trạm khí tượng ven biển Việt Nam trong thời gian từ 1960 đến 2011, trong 52 năm (từ năm 1960 đến năm 2011), nhiệt độ trung bình hàng năm ở các vùng ven biển Việt Nam đã tăng lên đáng kể. Mức tăng cao 0,24 ℃ và 0,28 ℃ mỗi thập kỷ lần lượt được tìm thấy tại các trạm Vũng Tàu và Cà Mau, nằm ở Duyên hải Nam Bộ. Hầu hết các trạm ở Bắc Trung Bộ cho thấy mức tăng từ 0,15 ℃ đến 0,19 ℃ mỗi thập kỷ.
Hơn nữa, sự thay đổi nhiệt độ tối đa ở Việt Nam dao động trong khoảng từ −3 °C đến 3 °C. Sự thay đổi của nhiệt độ tối thiểu chủ yếu dao động trong khoảng từ -5 °C đến 5 °C. Cả nhiệt độ tối đa và tối thiểu đều có xu hướng tăng, trong đó nhiệt độ tối thiểu tăng nhanh hơn nhiệt độ tối đa, phản ánh xu hướng nóng lên của khí hậu toàn cầu.

#### Lượng mưa
Không giống như nhiệt độ, những thay đổi về xu hướng lượng mưa khác nhau đáng kể giữa các vùng. Số liệu thống kê về lượng mưa trên Việt Nam trong giai đoạn từ năm 1961 đến năm 2008 cho thấy xu hướng gia tăng đáng kể ở Duyên hải Nam Trung Bộ trong khi có xu hướng giảm ở ven biển phía Bắc (từ khoảng 17N trở lên). Một chỉ số khác là lượng mưa tối đa trong 1 ngày hàng năm (RX1day). Trong thời gian từ năm 1961 đến năm 2008, xu hướng ngày càng tăng lên tới 14% mỗi thập kỷ đối với RX1day, có nghĩa là giá trị cực đoan của lượng mưa đang tăng lên.

#### Hiện tượng thời tiết cực đoan

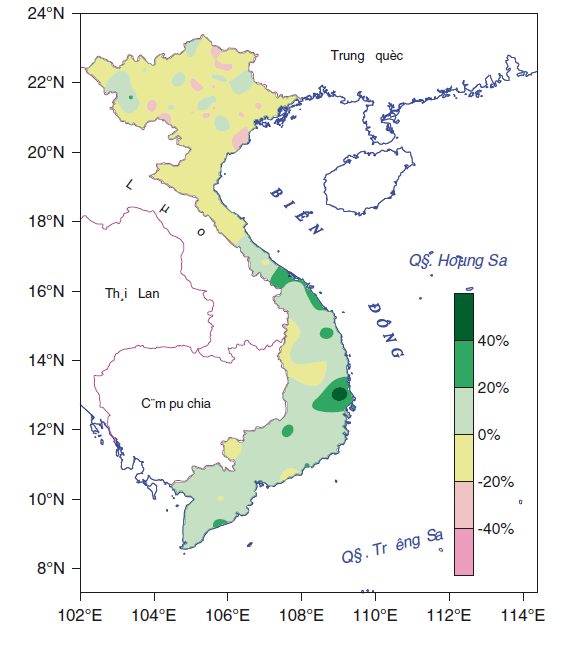
Thay đổi lượng mưa (%) trong 52 năm qua ở Việt Nam [nguồn: MONRE (2012a, b)

Các hậu quả khác là tần suất các hiện tượng thời tiết cực đoan gia tăng. Trong 40 năm qua, số lượng các cơn bão ở Việt Nam đã giảm xuống, nhưng cường độ lại tăng lên và phạm vi thiệt hại ngày càng mở rộng. Theo kịch bản này, cường độ và khả năng khó lường của bão sẽ tăng lên, phạm vi thiệt hại tiếp tục mở rộng về phía Nam. Năm 2007-2008, lũ lụt ở các tỉnh miền Trung vượt quá 48 năm; Miền Bắc Việt Nam hứng chịu đợt lạnh chưa từng có, kéo dài 38 ngày, gây thiệt hại 30 triệu đô la Mỹ về cây trồng và vật nuôi.

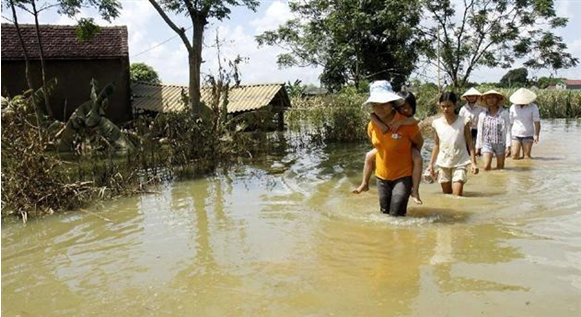
Vào tháng 6 năm 2012, huyện Thọ Xuân, tỉnh Thanh Hóa, người dân lội bộ trên con đường ngập lụt. Đợt lũ lụt bùng phát ở miền Trung và miền Bắc Việt Nam đã khiến 16 người thiệt mạng và 38 người bị thương.

### Mực nước biển dâng
Một hậu quả đáng báo động là mực nước biển dâng và xâm thực nước biển, với sự rút lui của bờ biển, xói mòn bờ biển, xâm nhập mặn liên quan đến chúng. Ngoài ra, các học giả cũng cảnh báo rằng các vấn đề thủy văn khác sẽ xuất hiện, chẳng hạn như lũ lụt, tiến hóa cửa sông, bồi lắng. Tần suất xoáy thuận nhiệt đới, triều cường, sóng thần và các thiên tai khác cũng sẽ tăng lên ở các mức độ khác nhau.
Mực nước quan trắc tại các máy đo ven biển Việt Nam cho thấy mô hình thay đổi của mực nước biển trung bình năm là khác nhau qua các năm (bắt đầu từ năm 1960). Hầu hết tất cả các trạm đều cho thấy xu hướng ngày càng tăng. Dựa trên dữ liệu thu thập từ các trạm quan trắc, mực nước biển dâng trung bình dọc theo khu vực ven biển Việt Nam là khoảng 2,8 mm / năm trong giai đoạn 1993–2008. Theo các mô phỏng này, 37% tổng diện tích của Đồng bằng sông Cửu Long có thể bị ngập đến độ sâu trên 1 m theo kịch bản nước biển dâng 0,5 m.

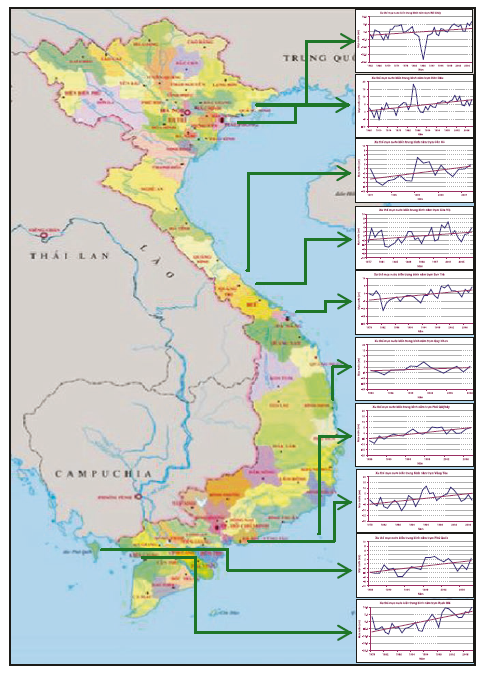
Sự thay đổi mực nước biển dựa trên dữ liệu từ các trạm đo (1960–2010) [nguồn: MONRE (2009, 2012a, b)

Viện Khoa học Thủy lợi Miền Nam (SIWRR) cho biết xu hướng xâm nhập mặn ngày càng gia tăng. Một phần lớn của Đồng bằng sông Cửu Long bị ảnh hưởng theo mùa bởi xâm nhập mặn trong mùa khô, đặc biệt là trong các tháng 3 và 4, khi dòng chảy của sông ở mức tối thiểu. Chế độ dòng chảy của sông Mekong đã có những thay đổi đáng kể, với lưu lượng nước thấp hơn vào đầu mùa khô, dẫn đến hiện tượng xâm nhập mặn bắt đầu sớm hơn bình thường.

## Tác động

### Kinh tế
Địa lý của Việt Nam với các khu vực ven biển dài và mưa gió mùa khiến đất liền và con người của Việt Nam rất nhạy cảm với các tác động nêu trên như mực nước biển dâng cao và sự gia tăng của các hiện tượng thời tiết cực đoan mà biến đổi khí hậu sẽ mang lại. Mặc dù mức độ và tốc độ của các xu hướng như vậy vẫn chưa rõ ràng, nhưng có đủ sự chắc chắn về phạm vi của các tác động có thể xảy ra. Tác động sâu rộng và rõ ràng nhất là đối với tăng trưởng kinh tế, có thể được quan sát thấy trong một số lĩnh vực.
Quỹ Tiền tệ Quốc tế ước tính rằng tăng trưởng kinh tế của Việt Nam có thể giảm 10% trong năm 2021 do biến đổi khí hậu. Đường bờ biển của Việt Nam dài 3.200 km và 70% dân số sống ở các vùng ven biển và đồng bằng trũng. Do sự tập trung dân số và tài sản kinh tế của đất nước ở những khu vực dễ bị ảnh hưởng, tác động tiêu cực đến sản xuất công nghiệp và tăng trưởng kinh tế có thể là không thể tưởng tượng được. Mực nước biển dâng 1m sẽ làm ngập một phần 11% dân số và 7% đất nông nghiệp.
Ngoài ra, thiên tai cực đoan đã gây ra thương vong và thiệt hại tài sản rất lớn cho Việt Nam. Trong nửa đầu năm 2016, nước xâm nhập, lượng mưa lớn và thời tiết cực kỳ lạnh giá đã làm 37 người chết và 108 người bị thương, thiệt hại do thiên tai ước tính lên tới 757 triệu đô la Mỹ.

#### Nông nghiệp
Nông nghiệp vẫn chiếm khoảng 1/4 GDP của Việt Nam và là sinh kế chính của 60% dân số. Tuy nhiên, nông nghiệp là một trong những ngành chịu tác động trực tiếp và tiêu cực của biến đổi khí hậu. Tác động của biến đổi khí hậu đối với nông nghiệp thể hiện qua các vấn đề về đất nông nghiệp, cây trồng, vật nuôi, sự tồn tại và phát triển của chúng, khó khăn về cấp nước và thiên tai ảnh hưởng đến sản xuất nông nghiệp.
Những thay đổi về sản lượng rất khác nhau giữa các loại cây trồng, vùng nông nghiệp và các kịch bản khí hậu. Đối với lúa gạo, kịch bản Khô hạn được dự báo sẽ dẫn đến giảm sản lượng từ 12% ở Đồng bằng sông Cửu Long xuống 24% ở Đồng bằng sông Hồng. Dữ liệu khí tượng hàng ngày tại 19 địa điểm đại diện trong 50 năm gần đây (1959 đến 2009) đã được thu thập để phân tích sự thay đổi khí hậu của miền Bắc Việt Nam và ảnh hưởng của nó đối với sản xuất lúa gạo. Một mặt, nhiệt độ tăng do nồng độ CO2 tăng sẽ làm tăng diện tích trồng lúa ở Việt Nam và kéo dài thời vụ trồng trọt. Rất có thể giới hạn trồng lúa ở miền Bắc Việt Nam sẽ dịch chuyển theo hướng Tây và Bắc, diện tích mở rộng và chỉ số canh tác nhiều vụ sẽ tăng lên. Mặt khác, thời kỳ sinh trưởng của lúa đông xuân mẫn cảm với nhiệt độ. Quá trình phát triển được đẩy nhanh, thời gian sinh trưởng sinh dưỡng bị rút ngắn, thậm chí xảy ra hiện tượng ra hoa sớm, không có lợi cho năng suất.

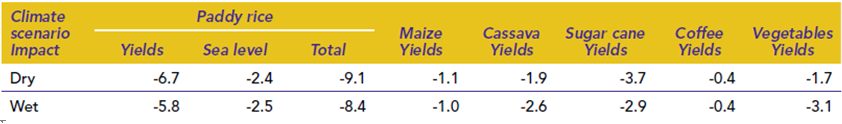
Thay đổi sản lượng cây trồng năm 2050 do biến đổi khí hậu không thích ứng (triệu tấn)

Sẽ có nhiều diện tích đất trồng trọt bị ngập trong mùa mưa và xâm nhập mặn gia tăng vào mùa khô do sự kết hợp của mực nước biển dâng và lũ sông dâng cao hơn. Đối với Đồng bằng sông Cửu Long, ước tính có khoảng 590.000 ha diện tích lúa có thể bị mất do ngập úng và xâm nhập mặn, chiếm khoảng 13% sản lượng lúa hiện nay của vùng. Các nghiên cứu đã chỉ ra tác động tiềm tàng của biến đổi khí hậu nếu không có sự thích ứng theo các kịch bản khí hậu thay thế đối với sản xuất sáu loại cây trồng hoặc loại cây trồng chính so với đường cơ sở năm 2050.

#### Nuôi trồng thủy sản
Nuôi trồng thủy sản, đặc biệt là ở Đồng bằng sông Cửu Long, là một nguồn tạo việc làm và thu nhập nông thôn quan trọng. Người ta ước tính rằng khoảng 2,8 triệu người đang làm việc trong lĩnh vực này, trong khi doanh thu xuất khẩu dự kiến đạt khoảng 2,8 tỷ đô la trong năm 2010. Nhiệt độ cao hơn, tần suất gia tăng của bão, nước biển dâng và các tác động khác của biến đổi khí hậu có thể ảnh hưởng đến sinh lý và sinh thái của cá cũng như hoạt động của nuôi trồng thủy sản. Một số loài cá, chẳng hạn như cá da trơn, có thể phát triển nhanh hơn với nhiệt độ cao hơn nhưng dễ bị bệnh hơn. Trong khi đó, các tác động chính của biến đổi khí hậu đối với nuôi trồng thủy sản dường như là hậu quả của việc gia tăng ngập lụt và nhiễm mặn.

#### Cơ sở hạ tầng

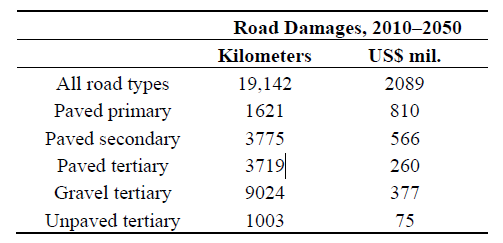
Đường quốc lộ dự kiến bị hư hại do mực nước biển dâng 1 mét.

Cơ sở hạ tầng trong nước hiện tại và tương lai bị ảnh hưởng. Ví dụ, tài sản vật chất của cơ sở hạ tầng đường bộ, sẽ dễ bị tổn thương do tác động của biến đổi khí hậu. Dựa trên số liệu kiểm kê đường hiện có và phân bổ của tỉnh, một mét SLR sẽ làm ngập úng, và do đó phá hủy 19.000 km đường ở Việt Nam, tương đương 12% trữ lượng đường hiện có. Việc xây dựng lại những con đường bị hư hỏng này sẽ tiêu tốn khoảng 2,1 tỷ đô la Mỹ.

### Sức khỏe
Khí hậu nóng lên sẽ ảnh hưởng trực tiếp hoặc gián tiếp đến sự lây lan của nhiều bệnh truyền nhiễm, đặc biệt là sự xuất hiện và lây lan của các bệnh do côn trùng gây ra như sốt rét, viêm não vi rút và sốt xuất huyết. Khi nhiệt độ của mặt biển tăng lên, tỷ lệ mắc bệnh truyền qua thủy vực cũng sẽ tăng lên. Bà Trần Thị Giáng Hương, Vụ trưởng Vụ Hợp tác Quốc tế, Bộ Y tế Việt Nam, cho biết năm 2017 "từ năm 2030 đến năm 2050, biến đổi khí hậu sẽ gây ra hàng năm 250.000 người chết vì suy dinh dưỡng, sốt rét, tiêu chảy và sốc nhiệt. "trên toàn cầu, theo Tổ chức Y tế Thế giới.

### Tác động đến các nhóm yếu thế
Bất bình đẳng giới tồn tại dưới tác động của biến đổi khí hậu. Tính dễ bị tổn thương về kinh tế - xã hội của phụ nữ nghèo nông thôn thường bị ảnh hưởng bởi tính dễ bị tổn thương của biến đổi khí hậu; biến đổi khí hậu thường làm tăng thêm bất lợi về giới của họ. Thời tiết khắc nghiệt do biến đổi khí hậu gây ra, chẳng hạn như nhiệt độ cao, sóng lạnh và lũ lụt, làm tăng gánh nặng lao động của phụ nữ; các bệnh truyền nhiễm do nhiệt độ ấm hơn làm suy giảm sức khỏe của phụ nữ. Vì phụ nữ vốn chịu nhiều thiệt thòi do tiếp cận với các nguồn lực từ gia đình và xã hội, nên cần nâng cao nhận thức của phụ nữ về biến đổi khí hậu và thúc đẩy phát triển nguồn nhân lực. tổ chức đào tạo kiến thức môi trường và các cuộc thi kiến thức, hơn nữa, thực hiện các dự án nâng cao năng lực ứng phó với thiên tai của phụ nữ.

## Giảm thiểu và thích ứng
Dựa trên phân loại của IPCC, các biện pháp ứng phó với biến đổi khí hậu nói chung có thể được phân thành hai loại: giảm nhẹ và thích ứng. Giảm thiểu biến đổi khí hậu nói chung liên quan đến việc giảm phát thải khí nhà kính do con người (do con người gây ra). Thích ứng, theo nghĩa rộng, là tất cả các biện pháp để ứng phó với các tác động hiện có và tiềm ẩn, chẳng hạn như xây dựng tường chắn sóng để thích ứng với mực nước biển dâng, nâng cấp các hồ chứa nước để thích ứng với lũ lụt và các vấn đề tài nguyên nước khác, v.v.

### Chính sách và luật pháp
Theo nghĩa vụ báo cáo của Công ước khung của Liên hợp quốc về biến đổi khí hậu, Việt Nam đã ban hành sáng kiến quốc gia sơ bộ vào tháng 12 năm 2003, với danh sách cơ bản về phát thải khí nhà kính, các giải pháp giảm thiểu trong lĩnh vực năng lượng, lâm nghiệp và nông nghiệp, và đánh giá các biện pháp thích ứng cuối cùng. Bộ Tài nguyên và Môi trường Việt Nam đã soạn thảo Kế hoạch Mục tiêu Quốc gia về Biến đổi Khí hậu (CTMTQG-RCC), được Thủ tướng Chính phủ phê duyệt vào tháng 12 năm 2008. Năm 2015, Bộ Tài nguyên và Môi trường đã ban hành Báo cáo đặc biệt về Quản lý rủi ro của các sự kiện khí hậu cực đoan và thiên tai để thúc đẩy thích ứng với biến đổi khí hậu (SREX Việt Nam) đề xuất một loạt các biện pháp phòng chống thiên tai thời tiết khắc nghiệt.
Để ứng phó với các tác động khác nhau, các biện pháp khác nhau. Để đối phó với hậu quả trực tiếp của Nước biển dâng, chính quyền đề xuất các biện pháp bao gồm bảo vệ toàn diện: gia cố và nâng cao các kè trên toàn quốc; Nâng cao nhà ở trên mực nước lũ cũng như rút nước: "ngăn chặn" tác động của nước biển dâng bằng cách rời khỏi các khu vực ven biển và rút vào đất liền.
Về nông nghiệp, các chương trình của chính phủ cũng như nông dân địa phương có thể được chia thành ba khía cạnh:
- Các biện pháp ngắn hạn: Chống xói mòn đất, bảo vệ đất, chủ động tưới tiêu cho cây trồng, lựa chọn cây trồng phù hợp với biến đổi khí hậu, v.v.
- Các biện pháp lâu dài: Áp dụng các mô hình cây trồng phù hợp với biến đổi khí hậu, tạo ra các loài mới, hiện đại hóa kỹ thuật trồng trọt và chăn nuôi, v.v.
- Thực hành quản lý và thu hoạch: Phân bố lại sản xuất cây trồng và vật nuôi trong vùng để phù hợp hơn với điều kiện khí hậu thay đổi, cung cấp thêm các khuyến khích cho nông nghiệp, lâm nghiệp và nuôi trồng thủy sản, v.v.[9]

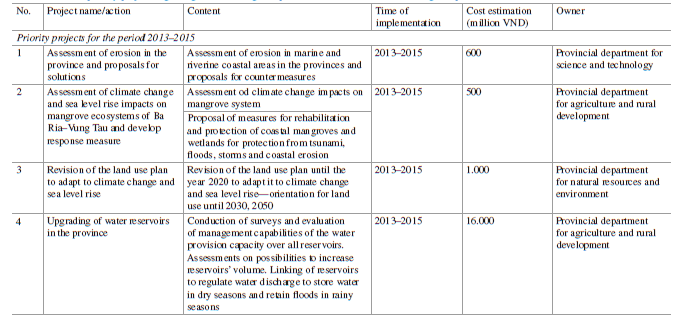
Một số dự án ưu tiên về các biện pháp thích ứng với biến đổi khí hậu tại tỉnh Bà Rịa-Vũng Tàu

Do điều kiện địa lý cụ thể, các chính quyền địa phương lựa chọn thực hiện các chương trình theo sự cân nhắc của riêng mình trong khuôn khổ CTMTQG-RCC. Ví dụ, chính quyền địa phương ở tỉnh Thanh Hóa và tỉnh Bà Rịa-Vũng Tàu đã đưa ra một số lượng lớn các đề xuất và dự án nâng cấp các hồ chứa nước, sửa đổi quy hoạch sử dụng đất, các bài giảng và triển lãm nhằm nâng cao nhận thức về biến đổi khí hậu cho mọi người. người phục vụ, tổ chức, công dân. Các biện pháp này cũng được chia thành các dự án ưu tiên trong giai đoạn 2013-2015, 2016-2020 theo tiến độ thời gian và các dự án tài nguyên nước ngầm, chống mặn, khắc phục hậu quả thiên tai, v.v. theo các lĩnh vực khác nhau.
Ngày 26 tháng 7 năm 2022, Thủ tướng Chính phủ ban hành Quyết định 896/QĐ-TTg về việc phê duyệt Chiến lược quốc gia về biến đổi khí hậu giai đoạn đến năm 2050.

### Hợp tác quốc tế
Các cơ quan chức năng của Việt Nam đã và đang ứng phó với các sáng kiến quốc tế nhằm hiểu rõ hơn và giảm thiểu các vấn đề khí hậu cũng như nỗ lực lớn vào các biện pháp thích ứng. Nước này đã phê chuẩn Công ước khung Liên Hợp Quốc về Biến đổi Khí hậu vào năm 1994 và phê chuẩn "Nghị định thư Kyoto" vào năm 2002.
Ngoài NTP-RCC, Chính phủ Việt Nam đã và đang hợp tác với các quốc gia và tổ chức quốc tế khác. Bộ Tài nguyên và Môi trường Việt Nam đang chủ trì 58 chương trình, dự án nước ngoài hỗ trợ Việt Nam ứng phó với biến đổi khí hậu, với cam kết gần 430 triệu USD, bao gồm tài trợ của Ngân hàng Thế giới, Chính phủ Hà Lan và Chính phủ Đan Mạch. Trong những năm gần đây, các cơ chế hợp tác quốc tế liên quan đến các vấn đề khí hậu xuất hiện. Cơ chế hợp tác Lancang-Mekong, là một cơ chế giữa các quốc gia trong lưu vực sông Mekong (bao gồm Trung Quốc, Myanmar, Lào, Thái Lan, Campuchia và Việt Nam) nhằm cùng nhau tăng cường tăng trưởng kinh tế, xóa đói giảm nghèo và đối phó với biến đổi khí hậu và nước phân bổ tài nguyên liên quan đến nó.

## Xã hội và văn hoá

### Chủ nghĩa tích cực
Việc xây dựng và thực hiện các biện pháp ứng phó với biến đổi khí hậu là rất khắt khe và phức tạp vì nó liên quan đến một số ngành khoa học, các bên liên quan và những người ra quyết định. Liên quan đến ứng phó với biến đổi khí hậu ở Việt Nam, có nhiều tiếng nói khác nhau, chẳng hạn như chỉ trích các biện pháp của chính quyền, kêu gọi người nông dân, phụ nữ chú trọng hơn, v.v. Điều này không chỉ do các phương pháp khác nhau mà các nhà nghiên cứu đã áp dụng, các nguồn khác nhau, cho các mục đích khác nhau, và cũng do sự phân hóa tồn tại ở các vùng khác nhau, điều kiện địa lý khác nhau, tình trạng và quan hệ chính trị và kinh tế khác nhau, giới tính khác nhau, v.v.

### Chỉ trích phản ứng của Chính phủ
Có những người chỉ trích khác về chiến lược thích ứng với biến đổi khí hậu của chính phủ. Một số người tin rằng cho đến nay các chính sách của chính phủ tập trung vào đánh giá toàn ngành cho cả nước vào các biện pháp thích ứng "cứng" - chẳng hạn như đê biển, cơ sở hạ tầng được gia cố và các tòa nhà lâu bền. Các biện pháp thích ứng "mềm" như tăng cường năng lực thể chế hoặc vai trò của hành động tập thể và vốn xã hội trong việc xây dựng khả năng chống chịu còn ít được chú ý. Các dự án của chính phủ là một phần và có vấn đề theo một số cách. Vấn đề đầu tiên nằm ở thiết kế của quy trình. Nó chủ yếu dựa trên các phân tích hẹp về thông tin chính thức mà "hầu hết vẫn mù mờ về các mối quan hệ quyền lực", điều này nhất thiết sẽ định hình việc hoạch định chính sách về biến đổi khí hậu. Thứ hai, các biện pháp của chính phủ thực sự làm tăng tính dễ bị tổn thương của người dân nghèo đối với biến đổi khí hậu. Ví dụ, việc tư nhân hóa rừng ngập mặn được coi là nguyên nhân chính làm gia tăng bất bình đẳng trong thời gian dài ở Xuân Thủy. Sau đó, sự bất bình đẳng này liên quan đến tính dễ bị tổn thương, do trực tiếp tập trung nguồn nhân lực vào tay ít người hơn, do đó hạn chế quyền sử dụng và định đoạt tài sản theo các chiến lược căng thẳng; và cũng bằng cách gián tiếp tăng cường nghèo đói và thiệt thòi ở các khu vực địa phương. Bối cảnh của các cuộc cải cách chính trị hạn hẹp và tăng cường tích lũy tư bản chủ nghĩa phân định các khả năng và hạn chế của "các cổ phần mới nổi", các mục tiêu và quy trình của chiến lược biến đổi khí hậu của chính phủ Việt Nam.
Chiến lược thích ứng hiện tại của Chính phủ Việt Nam phản ánh và củng cố các mối quan hệ quyền lực hiện có trong cả chính trị và sản xuất. Chiến lược quốc gia về biến đổi khí hậu cung cấp "ảo tưởng về sự can thiệp và an ninh", nhưng thực tế phần lớn không xác định và giảm thiểu các nguyên nhân cơ bản của biến đổi khí hậu, hoặc tạo cơ sở cho một chiến lược thích ứng trung hạn và dài hạn có thể thực sự đối phó "chưa rõ mức độ khí hậu và những thay đổi cấu trúc khác."

### Bất bình đẳng
Do sự bất bình đẳng về bản sắc và tình trạng kinh tế và xã hội, tác động của biến đổi khí hậu khác nhau đối với những người khác nhau. Ngoài ra, do điều kiện tự nhiên, ảnh hưởng đến các khu vực ở mức độ khác nhau. Các khu vực như Đồng bằng sông Cửu Long dễ bị tổn thương hơn bởi biến đổi khí hậu. Do đó, để đối phó với các tác động, người dân ở các vùng khác nhau có xu hướng thực hiện các biện pháp khác nhau, trong quá trình đó, nhóm dễ bị tổn thương, đặc biệt là những người bị thiệt thòi nhất, thường không được hưởng lợi như nhau từ chính sách của chính phủ, hoặc thậm chí có thể bị bị gạt ra ngoài lề hoặc suy yếu. Một nghiên cứu liên quan đến 598 nông dân trồng lúa ở Đồng bằng sông Cửu Long, Việt Nam cho thấy thích ứng với biến đổi khí hậu trong nông nghiệp về cơ bản phụ thuộc vào nhận thức của nông dân về biến đổi khí hậu, thể chế thích ứng của họ và hiệu quả của các biện pháp thích ứng. Nông dân ở Đồng bằng sông Cửu Long có nhận thức khác nhau về biến đổi khí hậu do kiến thức, nguồn thông tin của họ, v.v. Điều quan trọng, các quyết định thích ứng không phù hợp có thể dẫn đến nhận thức sai lệch.
Khi nông dân nhận được thông tin về các biện pháp thích ứng từ bạn bè, người thân, hàng xóm của họ hoặc các nguồn khác (ví dụ như Internet, các công ty thuốc trừ sâu và các linh mục), điều này ảnh hưởng đến đánh giá thích ứng của họ. Ngược lại, không có ảnh hưởng đáng kể của thông tin từ các phương tiện truyền thông đại chúng và chính quyền địa phương. Nguồn và chất lượng thông tin là đặc biệt quan trọng và mong đợi sự cải thiện cả khả năng tiếp cận và tính hữu ích của các dịch vụ địa phương. Nâng cao kiến thức của nông dân về những vấn đề này nên là trọng tâm trước của các cơ quan chức năng ở Đồng bằng sông Cửu Long nhằm thúc đẩy các hành vi thích ứng.
Một số người cho rằng các chính sách và chương trình hiện hành có những khiếm khuyết nhất định, bỏ qua những nhóm yếu thế. Do đó, có một số ý kiến cho rằng cần nhấn mạnh các giải pháp thích ứng nhằm giảm nghèo và tăng khả năng chống chịu của hộ gia đình hoặc lồng ghép biến đổi khí hậu vào quy hoạch phát triển.